# Gladiolus carmineus
Gladiolus carmineus är en irisväxtart som beskrevs av Charles Henry Wright. Gladiolus carmineus ingår i släktet sabelliljor, och familjen irisväxter. Inga underarter finns listade i Catalogue of Life.